# Fritz Gunst
Fritz Gunst (22 de septiembre de 1908 - 9 de noviembre de 1992) fue un jugador alemán de waterpolo.

## Biografía
Fritz Gunst capitaneo al gran equipo alemán de waterpolo de las olimpiadas 1928, 1932 y 1936. Fue internacional en 122 ocasiones. Acudió a Seúl 1988 como el olímpico vivo alemán con mayor edad.

## Clubs
- Wasserfreunde 98 (Hanover) ( Alemania)

## Títulos
Como jugador de club
- 4 campeonatos alemanes de waterpolo (1927, 1936, 1937 y 1938).

Como jugador de waterpolo de la selección de Alemania
- Oro en los juegos olímpicos de Ámsterdam 1928.
- Plata en los juegos olímpicos de Los Ángeles 1932.
- Plata en los juegos olímpicos de Berlín 1936.